# 伍利奇車站
伍利奇車站（英语：Woolwich station）是伊利沙伯線的一座车站，位于伍利奇。本站属于倫敦軌道運輸第4收费区，並已於2022年5月24日啟用。
本站鄰近屬於英國國鐵和码头区轻便铁路的伍利奇兵工廠站。倫敦交通局於本站設有出閘轉乘機制，使用蠔卡或其他非接觸式支付系統於指定時間內於本站與伍利奇兵工廠站間轉綫，計算車資時會被視作一程車程。

## 歷史
本站最初并不在该路线所设立的车站中，但随后增加的下议院特别委员会主张提供额外的资金担保后建议将其列入。
本站于靠近皇家兵工厂和伯克利家园的位置建造，车站长276米，深14米。由奥雅纳和韦斯顿·威廉姆森设计，保富集团负责施工。车站将在弧形表盘广场入口设立一个30米宽的青铜复合门。

## 車站相片

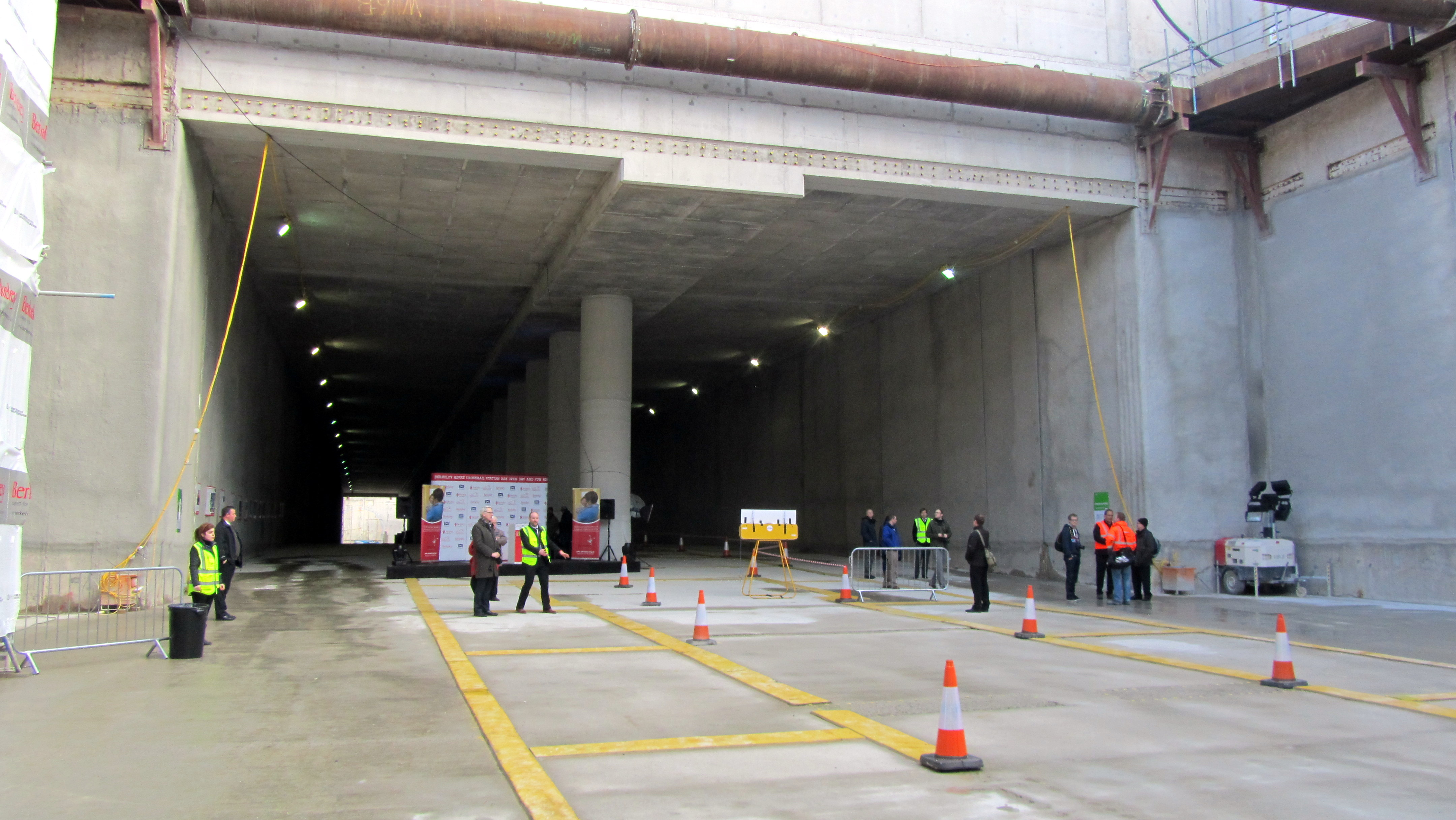
于伯克利家园开放日所攝、未完工的伍利奇車站
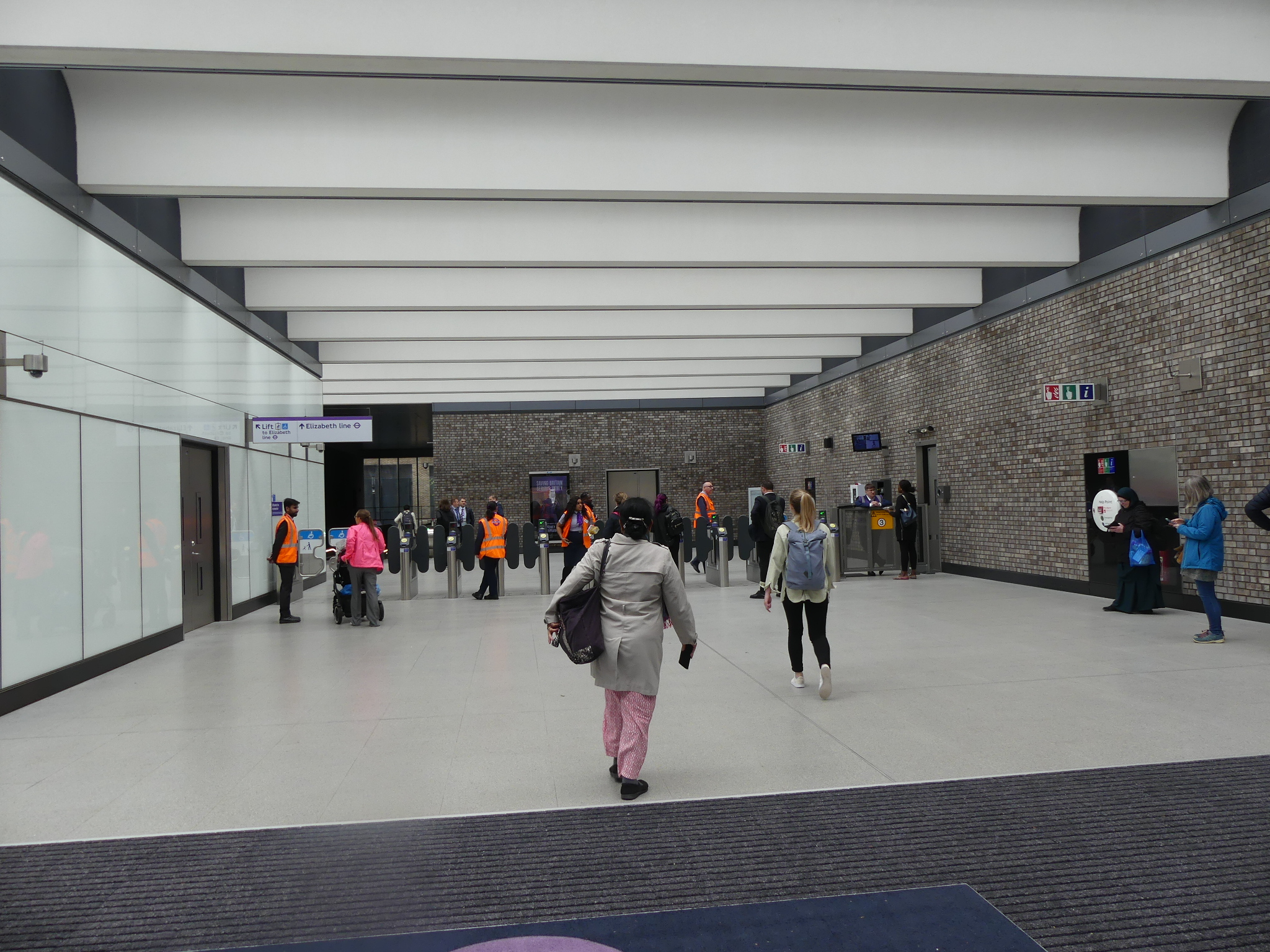
本站閘口
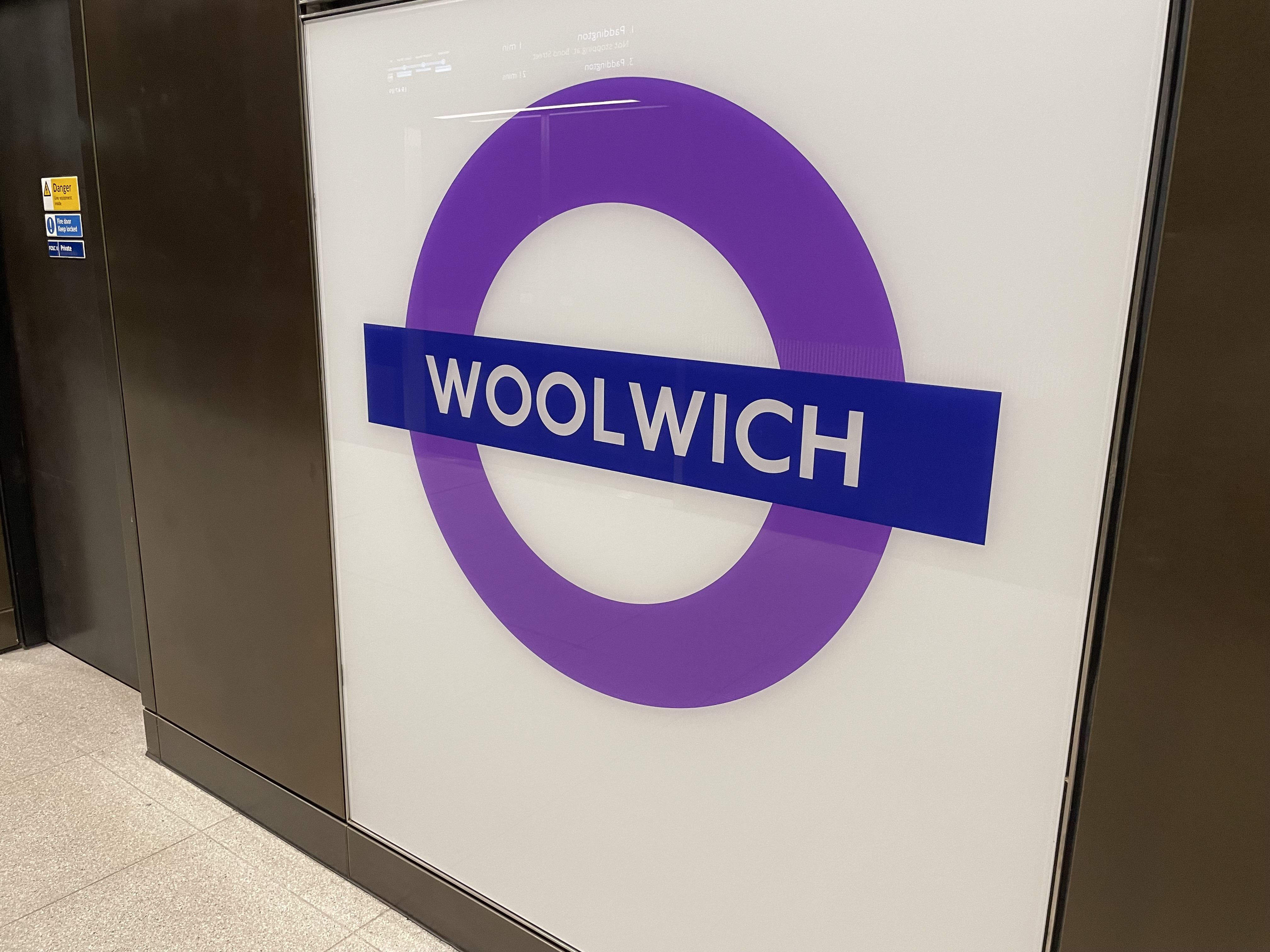
月台圓標
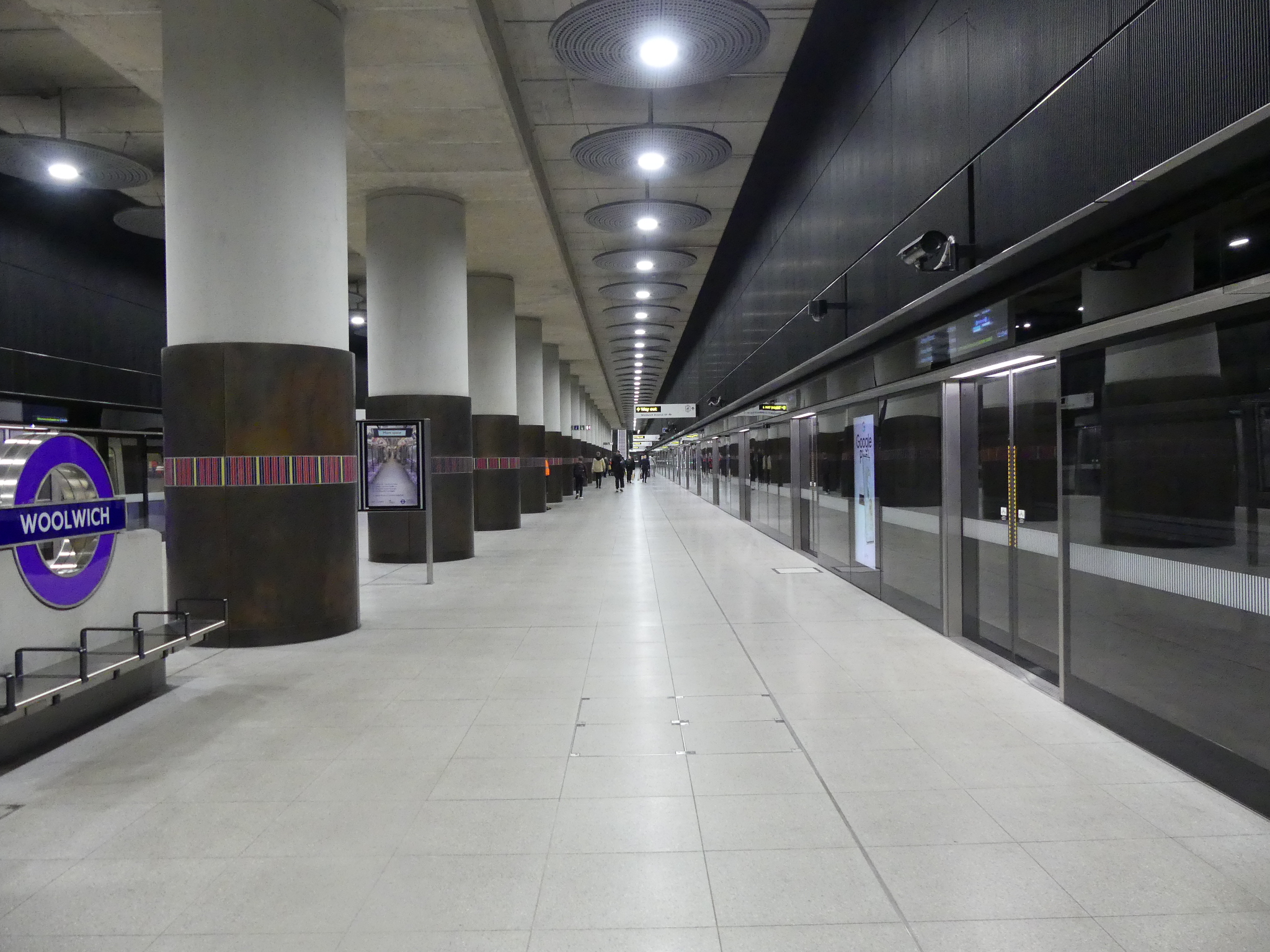
本站月台